# Dagny Juel
Pour les articles homonymes, voir Przybyszewski et Juel (homonymie).
Dagny Juel, épouse Przybyszewska (née le 8 juin 1867 à Kongsvinger, décédée le 5 juin 1901 à Tiflis en Géorgie) était une écrivaine norvégienne. Elle est en particulier célèbre pour ses liaisons avec de célèbres artistes et pour avoir été assassinée quelques jours avant ses 34 ans à Tblilissi, tuée d'une balle en plein front par son amant, Władysław Emeryk follement épris d'elle, qui se suicide le lendemain.
Elle fut la muse du peintre norvégien Edvard Munch. Elle fut aussi l'une des premières femmes en Norvège à combattre pour l'égalité[Laquelle ?].